# سفارة الإكوادور في ألمانيا
سفارة الإكوادور في ألمانيا هي أرفع تمثيل دبلوماسي لدولة الإكوادور لدى ألمانيا. تقع السفارة في برلين وهي تهدف لتعزيز المصالح الإكوادورية في ألمانيا.

## وصلات خارجية
- الموقع الرسمي
- قائمة سفارات الإكوادور
- قائمة السفارات في ألمانيا